# Facheiroa
Facheiroa és un gènere de cactus que comprèn 8 espècies descrites i d'aquestes, només 4 en són acceptades, disposades en 2 subgèneres (Facheiroa i Zehntnerella). El gènere és endèmic del Brasil.
El gènere Zehntnerella Britton & Rose ha estat inclòs en aquest gènere arribant a ser subgènere.

## Descripció
Les espècies del gènere Facheiroa creixen de forma arbustiva o similars a arbres, estan molt ramificades, tenen un creixement de la tija curta i aconsegueixen altures de fins a 5 metres.
Els brots són ascendents, cilíndrics i tenen entre 12 i 25 (rares vegades més) costelles estretes amb espines variables. L'hirsut cefali s'enfonsa o és superficial.
Les flors són tubulars, estan cobertes d'escates imbricades, i s'obren en la nit. Els seus pericardis i els tubs de la flor estan plens d'abundant pèl.
Els fruits són carnosos, esfèrics, semitransparents, i són de color verd a marró o porpra amb una polpa sucosa. Les llavors són de petit i mitja grandària i són ovoides, semiopaques i de color marró a negre-marró.

## Taxonomia
El gènere va ser descrit per Britton i Rose i publicat a The Cactaceae; descriptions and illustrations of plants of the cactus family 2: 173. 1920. L'espècie tipus és: Facheiroa pubiflora Britton & Rose. = Facheiroa ulei.
Etimologia
Facheiroa: nom genèric que es deriva de la paraula "Facheiro" pel nom vulgar pel qual els cactus són anomenats a Brasil.
- Facheiroa braunii
- Facheiroa cephaliomelana
- Facheiroa squamosa
- Facheiroa ulei